# Лийматайнен, Хейкки
Хейкки Лийматайнен (фин. Heikki Liimatainen; 14 марта 1894, Саариярви, Великое княжество Финляндское — 24 декабря 1980, Порвоо, Финляндия) — финский легкоатлет, олимпийский чемпион.

## Биография
Родился 14 марта 1894 года в Саариярви, в Великом княжестве Финляндском. В 1920 году на Олимпийских играх в Антверпене он завоевал золотую медаль в командном кроссе на 8 км, и бронзовую — в индивидуальном зачёте; в соревнованиях же по бегу на 10.000 м стал лишь седьмым. В 1924 году на Олимпийских играх в Париже он вновь завоевал золотую медаль в командном кроссе, а в личном зачёте был уже лишь 12-м.